# Football Club Olympique de Charleville-Mézières
 (novembre 2023).
Si vous disposez d'ouvrages ou d'articles de référence ou si vous connaissez des sites web de qualité traitant du thème abordé ici, merci de compléter l'article en donnant les références utiles à sa vérifiabilité et en les liant à la section « Notes et références ».
Le Football Club Olympique de Charleville, devenu Football Club Olympique de Charleville-Mézières à la fusion des communes de Charleville et de Mézières en 1966, est un club de football français fondé en 1932 par la fusion du Football Club de Charleville et de l'Olympique de Charleville, disparu par fusion en 2024 et situé à Charleville-Mézières dans les Ardennes.
Le club a été finaliste de la Coupe de France en 1936, avec notamment le futur international Julien Darui dans les buts, et a joué en Division 2 de 1935 à 1939 puis de 1992 à 1997.

## Historique
L'« Association sportive des anciens élèves de Belair la Villette » est fondée en 1904. Ce club prend, en 1910, le nom de « Club Ardennais ». En 1927, le club est rebaptisé « Football Club de Charleville » puis fusionne avec l'Olympique de Charleville en 1932 pour donner naissance au « Football Club Olympique Charleville », le FCO Charleville[source insuffisante].
Il devient l'Olympique Charleville Neufmanil Aiglemont après une fusion avec les clubs des communes d'Aiglemont et de Neufmanil.
Alors qu'il évolue en Régional 2(D7) de la Ligue du Grand-Est lors de la saison 2023-2024, le club disparait en 2024 après avoir fusionné avec l'AS Prix-les-Mézières, club de National 3, pour former l'Olympique Charleville Prix Ardennes Métropole (OCPAM).

### Finaliste de la Coupe de France 1936
Le club accède pour la première fois en DH Nord-Est en 1934 (5e sur 8), et accède au statut professionnel entre 1935 et 1939, ce qui lui ouvre les portes de la D2. Durant cette période, le club ne parvient pas à s'extraire de la D2 mais se hisse en finale de la Coupe de France en 1936. Pratiquant une tactique défensive particulièrement efficace qui marquera la suite de la carrière d'Helenio Herrera, le club ardennais s’incline face au RC Paris en finale après avoir écarté quelques ténors.
Après la guerre, Charleville ne reprend pas son statut professionnel et se contente d'évoluer en DH, si l'on excepte les deux saisons (1962-1964) passées en Championnat de France Amateurs (CFA).

### Ascension à la deuxième division
Le FCO Charleville devenu FCO Charleville-Mézières après la fusion, en 1966, des villes de Charleville, Mézières, Mohon, Montcy Saint Pierre et Etion, retrouve pied en D3 en 1985 puis accède en D2 en 1992. Le club reprend son statut professionnel entre 1994 et 1997.
Le gardien de but Patrick Regnault, formé au club commence sa carrière professionnelle dans ce club. Mais le club est contraint à l'abandon en pleine saison de National (D3) après onze journées (4 octobre 1997). Le club repart alors en DH Champagne-Ardenne, pour la saison 1998-1999. À la suite du dépôt de bilan d'octobre 1997, à l'occasion de l'assemblée générale constitutive d'une nouvelle association reprenant le numéro d'affiliation, à laquelle était présent plus de 200 fidèles, le club est rebaptisé « Olympique Football Club de Charleville-Mézières ».

## Palmarès
| Compétitions nationales | Compétitions régionales |
| - Coupe de France - Finaliste : 1936 - Championnat de France de Ligue 2 - Sixième en 1937 - Championnat de France national (D3) - Vice-champion : 1992 | - Championnat de division d'honneur (3) : - Champion : 1962, 1983, 1995 - Coupes des Ardennes (10) - Coupe Roger Posty : 1946, 1955, 1960, 1961 et 1982 - Coupe Roger Marche : 1993, 1995 1996 2007, 2009 et 2018 |
| Compétitions de jeunes | |
| Équipes masculines | Équipes féminines |
| - Junior - Coupe Gambardella (1) - Vainqueur : 1939 - Championnat de Champagne-Ardenne - Vice-champion : 2008, 2009                                    | - Minimes - Championnat de Champagne-Ardenne à 7 - Champion : 2009 |

## Personnalités du club

### Entraîneurs
- 1935-1937 :  Erich Bieber
- 1937-1939 :  Joseph Lehner
- 1951-1952 :  Segaux
- 1961-1965 :  Edgar Bourgeois
- 198?-1980 :  Lepoutre
- 1980-1984 :  Claude Brény
- 1984-1988 :  Étienne Martinot
- 1990-1991 :  Denis Troch
- 1991-1997 : / Moussa Bezaz
- Juil. 1997-déc. 1997 :  Alex Dupont
- Juil. 1998-juin 2002 :  Miguel Andry[7]
- 2003-2004 :  Miguel Vincent
- 2004-févr. 2010 :  Marc Kopniaeff
- févr.-juin 2010 :  Etienne Martinot
- 2010-2012 :  Eric Crosnier
- 2012-déc. 2014 :  Sami Smaili
- Mars 2017-déc. 2018 :  Ibrahima Faye
- Janv. 2019-juin 2019 :  Farid Fouzari
- Juil. 2019-déc. 2019 :  Ahmed Jeridi
- Janv. 2020 - :  Patrick Regnault